# Sybra flavostictipennis
Sybra flavostictipennis är en skalbaggsart som beskrevs av Stefan von Breuning 1966. Sybra flavostictipennis ingår i släktet Sybra och familjen långhorningar.
Artens utbredningsområde är Filippinerna. Inga underarter finns listade i Catalogue of Life.